# 홍신학원 (서울)
홍신학원은 홍신유치원, 화곡중학교, 화곡고등학교, 화곡보건경영고등학교를 운영학고 있는 강서구 화곡동에 위치한 학교법인이며 공군 조종사 출신인 나채성이 1973년 강서구 화곡동에 설립하였으며 이사장으로 재임중이다. 설립자 나채성의 딸 나경원이 이사를 맡고 있었으나 2011년 이사직에서 사퇴하였다. 홍신학원은 1974년 3월에 화곡중학교를 개설하였고, 1978년 1월 30일에는 화곡고등학교를, 1987년에는 화곡보건경영고등학교의 전신인 화곡여자상업고등학교를 개설하였다. 